# Uatu
Uatu, más néven a Szemlélő kitalált szereplő, földönkívüli lény a Marvel Comics képregényeiben. A szereplőt Stan Lee és Jack Kirby alkotta meg. Első megjelenése a Fantastic Four 13. számában volt, 1963 áprilisában.
Uatu a szemlélők nevű, közel mindenható erővel rendelkező faj tagja, akik, ahogyan nevük is mutatja, megfigyelik az univerzum fejlődését, de nem avatkoznak bele. Uatu a földi élet fejlődését tanulmányozza a Hold kék terében található otthonából. A Földön csak ritkán, sorsdöntő események bekövetkezte előtt tűnik fel.
Uatu a What If képregénysorozat 1977 és 1984 között megjelenő számainak narrátora volt.